# Lucas Hoffmeister
Lucas Hoffmeister (* in Prenzlau; † 1576 in Berlin) war Jurist, Doktor beider Rechte, kurfürstlich Geheimer Rat und seit 1552 Richter am  Kammergericht in Berlin.

## Familie
Über die Abstammung und sein genaues Geburtsdatum ist bisher nichts bekannt geworden. Im Jahre 1548 wurde er an der Universität Frankfurt a. O. immatrikuliert. Er wurde demnach etwa 1530 geboren. Er hat Rechtswissenschaft studiert, und zwar das weltliche (Zivil-)Recht und das Kanonische Recht und dadurch den entsprechenden Doktorgrad erworben.
Hoffmeister war verheiratet mit Anna Weinleben, der Tochter des märkischen Juristen und Kanzlers des Kurfürsten Joachim II. von Brandenburg Johann Weinleben († 10. Februar 1558).
Die Eheleute Hoffmeister hatten zwei Kinder:
- Margaretha Hoffmeister. Sie heiratete um 1600 den Kammergerichtsadvokaten, Landschaftsverordneten und mehrjährigen Bürgermeister von Cölln Sebastian Brunnemann. Deren Tochter Maria Brunnemann heiratete den Ratskämmerer von Cölln Gabriel Wedigen († ca. 1639/40)[4]
- Catharina Hoffmeister. Sie heiratete den Juristen und Domherrn am Domstift von Havelberg Lucas Luidtke (1562–1596). Aus der Ehe entstammte Germanus Luidtke (1592–1672), der spätere Bürgermeister von Stendal.[5][6]

## Leben
Das jetzt noch bestehende Kammergericht in Berlin ist im Jahre 1540 infolge der „Reformation des Kammergerichts“ entstanden als ein Gericht mit bestellten Richtern, das ständig tagte. Die über das Erbrecht sich ausdehnende Herrschaft des römischen Rechts machte es erforderlich, dass nunmehr rechtsgelehrte Juristen Mitglieder des Gerichts wurden. Das vorher geltende ständische Laienelement würde damit zurückgedrängt.
Hoffmeister, der Doctor beider Rechte, also des kirchlichen und staatlichen Rechts, war, wird in dem im nachstehenden Literaturverzeichnis genannten Buch von Voss in der von ihm erstellten Liste der Richter des Kammergerichts, die an erster Stelle seinen Schwiegervater Weinleben nennt, nach Mauritz von Schirding (seit 1539) und Christoffel von Quitzow (seit 1541) an vierter Stelle (seit 1552) genannt. Seine beiden Vorgänger waren offensichtlich keine Juristen.
Bei der römischen Kaiserwahl im Jahre 1562 in Frankfurt befand er sich zusammen mit dem Kanzler Lampert Distelmeyer, dem Nachfolger des 1558 verstorbenen Kanzlers Weinleben, im Gefolge des brandenburgischen Kurfürsten Joachim II.